# علاقات سنغافورة الخارجية

العلاقات الخارجية لسنغافورة

لسنغافورة علاقات دبلوماسية مع 189 دولة حول العالم، إلا أنها لا تملك مفوضية عليا أو سفارة في العديد من تلك البلدان، وهي عضو في الأمم المتحدة وفي اتحاد دول الكومنولث وفي حركة عدم الانحياز وفي رابطة دول جنوب شرقي آسيا.
تعد العلاقات الدبلوماسية التي تربط سنغافورة بكل من ماليزيا وإندونسيا الأكثر أهمية بالنسبة لسنغافورة لأسباب جغرافية واضحة. تسببت الأزمات التاريخية لسنغافورة، بما في ذلك الانفصال الصادم عن ماليزيا، والمواجهة الإندونيسية الماليزية، بخلق شعور بالاضطهاد عند السنغافوريين. تتمتع سنغافورة بعلاقات جيدة مع المملكة المتحدة التي تجمعها بالمقابل علاقات جيدة مع كل من ماليزيا وأستراليا ونيوزيلندا من خلال اتفاق ترتيبات دفاع القوى الخمس. لسنغافورة أيضًا علاقات جيدة مع الولايات المتحدة.
تدعم سنغافورة مفهوم الإقليمية في جنوب شرق آسيا، ولها دور نشط في رابطة دول جنوب شرق آسيا، التي تعد سنغافورة عضوًا مؤسسًا فيها. سنغافورة عضو في منتدى التعاون الاقتصادي لدول آسيا والمحيط الهادئ الذي يقع مقر أمانته في سنغافورة.
كجزء من دورها في الأمم المتحدة، شغلت سنغافورة مقعدًا تناوبيًا في مجلس الأمن من عام 2001 وحتى 2002. شاركت سنغافورة ببعثات حفظ سلام/مراقبة تابعة للأمم المتحدة في كل من الكويت وأنغولا وكينيا وكمبوديا وتيمور الشرقية.
تربط سنغافورة بالصين علاقة وثيقة وطويلة الأمد وذات أهمية كبيرة، ويرجع ذلك، بشكل جزئي، إلى التأثير المتزايد للصين وأهميتها في منطقة آسيا والمحيط الهادئ. سبق لسنغافورة أن وصفت مصلحتها المشتركة مع الصين بأنها «أكبر بكثير من أي خلافات». علاوة على ذلك، قدمت سنغافورة نفسها على أنها داعم قوي للمشاركة الصينية في المنطقة وتنميتها السلمية فيها. انخرطت سنغافورة أيضًا في علاقات تعاون مع أعضاء آخرين في رابطة دول جنوب شرق آسيا والصين لتعزيز الأمن الإقليمي ومحاربة الإرهاب، وذلك من خلال مشاركتها في التدريبات البحرية الأولى التي أجرتها الرابطة مع الصين في عام 2018.

## جدول زمني للعلاقات الخارجية لسنغافورة[8]
- 7 أغسطس 1965 – توقيع سنغافورة لاتفاقية الانفصال عن ماليزيا.
- 9 أغسطس 1965 – تصويت البرلمان الماليزي على طرد سنغافورة من الاتحاد الماليزي، وأصبحت بذلك سنغافورة جمهورية مستقلة.
- 9 أغسطس 1965 – تأسيس وزارة الخارجية السنغافورية وتعيين سيناثامبي راجاراتنام في منصب أول وزير خارجية.
- 21 سبتمبر 1965 – قبول سنغافورة في الأمم المتحدة بصفتها العضو رقم 117.
- 15 أكتوبر 1965 – قبول سنغافورة في اتحاد دول الكومنولث بصفتها العضو رقم 22.
- 8 أغسطس 1967 – انضمام سنغافورة إلى رابطة دول جنوب شرق آسيا (آسيان).
- 17 يناير 1968 – إعلان بريطانيا عزمها سحب قواتها المسلحة من سنغافورة.
- سبتمبر 1970 – قبول سنغافورة في حركة عدم الانحياز.
- 14-22 يناير 1971 – استضافة سنغافورة للمؤتمر الثامن عشر لرؤساء حكومات دول الكومنولث.
- 15-16 أبريل 1971 – توقيع سنغافورة اتفاق ترتيبات دفاع القوى الخمس مع كل من المملكة المتحدة وماليزيا وأستراليا ونيوزيلندا.
- 31 أكتوبر 1971 – انسحاب آخر القوات العسكرية البريطانية من سنغافورة.
- 1973 – انضمام سنغافورة إلى الاتفاقية العامة للتعريفة الجمركية والتجارة (جات).
- مارس 1981 – تولي السفير تومي كوه، الممثل الدائم لسنغافورة لدى الأمم المتحدة، مهام رئاسة مؤتمر الأمم المتحدة الثالث لقانون البحار.
- 3 أكتوبر 1990 – إقامة علاقات دبلوماسية بين سنغافورة وجمهورية الصين الشعبية.
- 11 فبراير 1993 – تأسيس الأمانة العامة لمنتدى التعاون الاقتصادي لدول آسيا والمحيط الهادئ في سنغافورة.
- 26 فبراير 1994 – توقيع اتفاقية تعاون، بين الصين وسنغافورة، لتطوير منطقة سوتشو السناعية.
- 5 مايو 1994 – انشغال وسائل الإعلام الأمريكية بالتركيز على حادثة الحكم على المراهق الأمريكي مايكل بي فاي، المدان بتهمة تخريب الممتلكات في سنغافورة، بالضرب بالسوط.
- 1 يناير 1995 – افتتاح منظمة التجارة العالمية (WTO)، وانتخاب السفير، كي كيسافاباني، رئيسًا للمجلس العام لمدة عام واحد.
- 9-13 ديسمبر 1996 – استضافة سنغافورة للمؤتمر الوزاري الأول لمنظمة التجارة العالمية.
- 15 – يناير 1998 – إعلان سنغافورة والولايات المتحدة توقيعهما اتفاقًا يسمح للسفن الأمريكية باستخدام قاعدة بحرية تُبنى في سنغافورة بكلفة 35 مليون دولار اعتبارًا من عام 2000.
- 10 أكتوبر 2000 – انتخاب سنغافورة عضوًا غير دائم في مجلس الأمن التابع للأمم المتحدة في الدورة الخامسة والخمسين للجمعية العامة للأمم المتحدة.
- 14 نوفمبر 2000 – توقيع سنغافورة لاتفاقية شراكة اقتصادية وثيقة مع نيوزلندا، وكانت تلك هي المرة الأولى التي توقع فيها سنغافورة اتفاقية ثنائية للتجارة الحرة.
- 1 يناير 2001 – بداية فترة عضوية سنغافورة في مجلس الأمن التابع للأمم المتحدة.
- 15 يناير 2001 – افتتاح خط أنابيب يغذي سنغافورة بالغاز من حقل ناتونا الإندونيسي الواقع في بحر الصين الجنوبي.[9]
- 13 يناير 2002 – توقيع اتفاقية اقتصادية بين اليابان وسنغافورة.
- 6 مايو 2003 – توقيع اتفاقية التجارة الحرة بين الولايات المتحدة الأمريكية وسنغافورة.
- 26 أبريل 2005 – توقيع اتفاقية تسوية لنزاع استصلاح الأراضي الواقعة حول مضيق جوهر بين سنغافورة وماليزيا.
- 15-17 أغسطس 2005 – استضافت سنغافورة لمناورات اعتراض بحرية متعددة الجنسيات، حملت اسم مناورات السلاح الحادّ، وبمشاركة 13 دولة.
- 23 أغسطس 2005 – توقيع سنغافورة وأستراليا لمذكرة تفاهم تسمح للقوات المسلحة السنغافورية بالتدرب في منطقة خليج شولووتر حتى عام 2009.
- 14 ديسمبر 2005 – حضور سنغافورة لمؤتمر قمة شرق آسيا الافتتاحي.
- 18 نوفمبر 2007 – توقيع سنغافورة اتفاقية لتطوير مدينة تيانجين البيئية مع الصين بشكل مشترك.
- 23 مايو 2008 – تسوية نزاع بيدرا برانكا مع ماليزيا من خلال إصدار محكمة العدل الدولية قرارًا يعطي سنغافورة الحق في السيادة على بيدرا برنكا، وحصلت ماليزيا بالمقابل على الحق بالسيطرة على جزيرتي ميدل روكس.
- 20 سبتمبر 2010 – استعادة سنغافورة لأراضي السكك الحديدية بعد سيطرة شركة كيريتابي تانا ملايو (سكك حديد ماليزيا المحدودة) عليها، مقابل العمل على تطوير مشترك (ماليزي سنغافوري) للأراضي في مواقع رئيسية، وانتهى بذلك النزاع، الذي استمر 20 عامًا، على بنود الاتفاق.
- 23 نوفمبر 2016 – احتجاز 9 مركبات ناقلة للجنود من طراز تيريكس في محطة حاويات كواي تشونغ في هونغ كونغ قادمة من تايوان. احتُجزت المركبات لأكثر من شهرين، بذلت خلالها سنغافورة جهودًا دبلوماسية عظيمة لاستعادتها، وأظهرت هذه القضية حالة تدهور العلاقات بين سنغافورة والصين.

## المنظمات العالمية

### منظمة التعاون الاقتصادي لدول آسيا والمحيط الهادئ
يقع مقر منظمة التعاون الاقتصادي لدول آسيا والمحيط الهادئ (APEC) في سنغافورة التي تعد عضوًا مؤسسًا فيها. أدركت سنغافورة أهمية منتدى التعاون الاقتصادي لدول آسيا والمحيط الهادئ بصفته منصة أساسية لتعزيز الروابط الاقتصادية والسلام والأمن الإقليميين بين اقتصادات الدول الأعضاء. أيدت سنغافورة جهود منظمة التعاون الاقتصادي لدول آسيا والمحيط الهادئ لتحقيق التكامل الاقتصادي الإقليمي، كما أيدت برامجها غير التجارية الخاصة بتنمية الموارد البشرية والتأهب لحالات الطوارئ والصحة. استضافت سنغافورة منتدى منظمة التعاون الاقتصادي لدول آسيا والمحيط الهادئ في عام 2009 على أراضيها.

### الإنتربول
افتتحت منظمة الشرطة الجنائية الدولية (الإنتربول) مجمعها العالمي للابتكار (IGCI) في سنغافورة في عام 2015. في عام 2016، ضم المجمع مركزًا عالميًا للقيادة والتنسيق، ومديرية الإنتربول المتخصصة ببناء القدرات والتدريب، إضافة إلى مركز للابتكار ملحق بمختبر للأبحاث السايبرانية، ومديرية للجرائم الإلكترونية تضم أيضًا مركز الدمج السايبراني الشهير. يستخدم مبنى المجمع أيضًا للمشاريع والعمليات واسعة النطاق ذات التأثير العالمي، وللتدريب على إنفاذ القانون، ولعقد مؤتمرات مشتركة بين القطاعات المختلفة في دول جنوب شرق آسيا.